# 世界地名翻译大辞典
《世界地名翻译大辞典》是一部地名翻译工具书，周定国主编，中国对外翻译出版公司2008年出版。收录地名177,340条，超过《外国地名译名手册》。包括国家（地区）、首都（首府）、城镇和居民点、山川、河流、岛屿、海洋等名称，附录为“世界各国行政区划”、“国外主要语言地名通名和地名常用词汇表”。
本书是《世界人名翻译大辞典》的姊妹篇。